# پل شهید محب شاهدین
پل شهید محب شاهدین دومین پل شهری سمنان است. این پل محدوده شهرک تعاون و شهرک الهیه را به کوی مدیران متصل می‌کند.

## مشخصات فنی
پل شهید محب شاهدین دارای طول ۳۹۸ متر,  عرض۱۲ متر و دو دهانه ۳۵ متری است. هزینه ساخت این پل ۳۵ میلیارد ریال عنوان شده است 